# Labyrinths (Schnittke)
Labyrinths is een compositie uit 1971 van de Russische componist Alfred Schnittke. De uit vijf delen bestaande balletmuziek werd geschreven voor het gelijknamige ballet van de choreograaf Vladimir Vasiljev.
Labyrinths bestaat uit vijf delen:
1. Moderato - Allegretto scherzando - Meno mosso - Adagio
2. Moderato
3. Allegretto
4. Agitato
5. Cadenza - Andante - Maestoso

## Geschiedenis
Schnittke kreeg de opdracht voor het schrijven van de balletmuziek van Vladimir Vasiljev. Vasiljev had de naam Labyrinths al in zijn hoofd en wilde er een vijfdelig ballet van maken en gaf zijn choreografische ideeën aan Schnittke. Schnittke gebruikte zijn extensieve ervaring in het schrijven van filmmuziek voor zijn eerste ballet Labyrinths.
Schnittke verheugde zich op de première, maar door een gebrek aan repeteertijd kon enkel het eerste deel worden opgevoerd tijdens de Moskouse balletcompetitie in het Bolsjoitheater. Niet lang hierna viel het balletgezelschap uit elkaar en vluchtte beoogd danser Alexander Godoenov naar het Westen, evenzo Vasiljev. Schnittke stond erbij en keek ernaar. Volgens hemzelf "lag er weer een lichaam van een idee in de vergetelheid".
In de jaren 90 werd het ballet een aantal keren geheel opgevoerd te Moskou en Sint Petersburg.

## De muziek
Schnittke's polystylisme is duidelijk hoorbaar in de compositie. Zo krijgt het stuk een Barokelement mee door het gebruik van een klavecimbel, maar zo is er ook een gong te horen.